# Le sorelle McLeod
Le sorelle McLeod (McLeod's Daughters) è una serie televisiva australiana, creata da Posie Graeme-Evans e Caroline Stanton, e prodotta dal network Nine Network dal 2001 al 2009. In Italia viene trasmessa in alternanza tra Hallmark Channel e Rai 1, anche se le due reti hanno una differente disposizione degli episodi.
La serie è tratta da una miniserie televisiva del 1996: Le figlie McLeod (McLeod's Daughters).
Le sorelle McLeod è stata girata nel territorio intorno a Gawler e Freeling, due cittadine situate a circa 42 km a nord di Adelaide.

## Trama
Le sorelle Claire e Tess McLeod hanno entrambe ereditato, dal padre, una parte uguale di una tenuta australiana e sebbene in principio tra le due non sembra scorrere buon sangue, col tempo impareranno a capire le diversità di ognuna e trovare un punto d'incontro necessario per vivere insieme; in modo tale che anche il nome McLeod continui a essere una parte di Drovers Run. Le loro vicende si intrecciano poi con le storie di altri personaggi.

## Episodi
| Stagione         | Episodi | Prima TV originale | Prima TV Italia |
| ---------------- | ------- | ------------------ | --------------- |
| Prima stagione   | 22      | 2001-2002          | 2002            |
| Seconda stagione | 22      | 2002               | 2002            |
| Terza stagione   | 30      | 2003               | 2004            |
| Quarta stagione  | 32      | 2004               | 2005-2006       |
| Quinta stagione  | 32      | 2005               | 2006            |
| Sesta stagione   | 32      | 2006               | 2006            |
| Settima stagione | 32      | 2007               | 2007            |
| Ottava stagione  | 22      | 2008-2009          | 2008-2009       |

## Personaggi
Claire McLeod (stagione 1-3) Interpretata da Lisa Chappell, doppiata da Loredana Nicosia.
È la prima figlia di Jack McLeod, avuta dalla sua prima moglie Prudence. Dopo la prematura morte di quest'ultima di parto (dando alla luce il secondo figlio Adam McLeod, morto neonato), Claire è cresciuta da sola con il padre a Drovers e ha incominciato fin da piccola a occuparsi della proprietà, così, quando Jack è morto, ha preso in mano le redini di Drovers Run credendo di essere l’unica proprietaria. Legata fino all’inverosimile a Drovers da vera McLeod, Claire è una donna dal carattere forte, determinata, testarda, orgogliosa e decisa a salvare Drovers dalla crisi finanziaria in cui versa la proprietà. L’arrivo di Tess, la sorella che non vedeva da vent’anni, la sorprende perché non capisce come il padre abbia potuto lasciare metà della proprietà alla figlia che non aveva quasi mai visto. Ciononostante, dopo le prime difficoltà nel far convivere due caratteri così diversi, le due sorelle costruiscono un ottimo rapporto e diventano un punto di riferimento l’una per l’altra. Claire si innamora di Peter Johnson, ma il rapporto finisce quando lei scopre che l’uomo nascondeva un matrimonio e due figlie. Da questa storia nasce però la piccola Charlotte che rende Claire molto più sensibile rispetto al suo carattere testardo e deciso. Claire si rende conto di essere innamorata, e ricambiata, da Alex, suo migliore amico da sempre e con il quale è cresciuta. Il loro amore è subito intenso tanto che decidono di convivere. Quando tutto sembra andare per il meglio, Claire, Tess e la piccola Charlotte hanno un drammatico incidente d’auto. In pochi minuti la tragedia si compie: l’auto precipita e Claire muore, lasciando disperate tutte le persone che le volevano bene.
Becky Howard (stagione 1-3) Interpretata da Jessica Napier, doppiata da Debora Magnaghi.
Becky ha avuto un’infanzia difficile, con dei genitori violenti e alcolisti e inoltre è stata violentata dal proprietario del pub di Gungellan dove lavorava. È proprio dopo questo drammatico evento che Tess decide di aiutarla e convince Claire ad assumerla a Drovers Run. All’inizio sono perplesse sulle sue capacità, ma Becky darà tutta sé stessa per quel lavoro ottenendo anche la stima e l’affetto di Claire. A Drovers subito instaura una bella amicizia con Jodi. Viste le sue esperienze passate, aveva poca fiducia negli uomini, ma Brick, uno dei ragazzi che lavorano a Killarney, con un atteggiamento dolce, riuscirà a farle cambiare idea. Il ragazzo deve partire per aiutare un parente, ma le promette di tornare presto. Ciò non accade: Brick scompare e solo dopo lunghe ricerche si scopre che è morto a causa di un incidente. In questo triste momento, Becky viene consolata da Jake (che ha preso il posto di Brick a Killarney) e, nonostante i propositi di rimanere solo amici, i due s’innamorano. Jake, di famiglia benestante, propone a Becky di andare a convivere in una proprietà tutta loro. La ragazza accetta anche perché, con una borsa di studio vinta a una gara, potrà iscriversi all’università per studiare agricoltura, lasciando a malincuore Drovers dove ha trovato l’amore di una famiglia che le è sempre mancato.
Meg Fountain (stagione 1-5) Interpretata da Sonia Todd, doppiata da Milena Albieri (s. 1-2) e Giuliana Nanni (s. 3-5)
Meg vive a Drovers da tantissimi anni. Il marito Kevin decise di partire quando sua figlia Jodi aveva solo un anno, ma Meg non volle seguirlo. Ha cresciuto la figlia da sola e, grazie all’aiuto di Jack McLeod (con il quale Meg aveva una relazione), ha potuto farla studiare. È uno dei punti di riferimento di Drovers, una sorta di figura materna, si occupa della casa, degli animali, ma è anche un’ascoltatrice e una consigliera attenta. Fidanzata con Terry Dodge (interpretato da John Jarratt), il loro rapporto ha dovuto superare una grave crisi quando Kevin è tornato. Meg si è illusa di poter ricostruire una famiglia con lui, ma l’ex marito si è dimostrato inaffidabile ed è fuggito una seconda volta. A questo punto Meg recupera il rapporto con Terry e i due cominciano a convivere. È appassionata di letteratura inglese e proprio questa passione la porta via da Drovers quando incomincia il suo nuovo lavoro a Melbourne come tutor e come ricercatrice per uno scrittore. Ma il suo non è un addio, piuttosto un arrivederci perché Drovers continua comunque a essere la sua casa. Tornata a Drovers per essere di aiuto e supporto a Tess durante la breve separazione da Nick (a causa del piccolo Harrison), Meg rientra nella vita della figlia e conosce meglio Luke verso il quale, in un primo momento, si era dimostrata diffidente. Per Meg e Terry arriva poi il momento della tanto desiderata vacanza, dalla quale Meg tornerà più tardi per dedicarsi alla scrittura del suo primo romanzo. Tornata a lavorare a Drovers, riprende il suo rapporto con Terry ma quando sua figlia Jodi riceve un assegno in denaro da parte di Jack McLeod il giorno del suo ventiduesimo compleanno, Meg si vede costretta a rivelarle che forse lei potrebbe essere figlia di Jack McLeod. Questo erige una barriera tra madre e figlia; Jodi infatti non vuole più saperne di sua madre che le ha mentito per tutti questi anni. Le cose si complicano quando esce il suo romanzo, “The Gift” per il quale Meg ha preso spunto proprio dalla storia di sua figlia. Convinta che le cose con Jodi per il momento non possono sistemarsi, con l’editore alle spalle che la cerca per il lancio del suo libro che si pente di aver scritto, la donna parte per l’ennesima volta. Dopo un po’ di tempo chiarisce il rapporto con sua figlia, ma le riesce più difficile recuperare il suo rapporto con Terry. Tuttavia i due tornano insieme e, dopo aver celebrato un romantico matrimonio, decidono di partire per un lungo campeggio in roulotte.
Nicholas Ryan (stagione 1-6) Interpretato da Myles Pollard, doppiato da Patrizio Prata. 
Detto Nick, è figlio di Harry e Liz Ryan, è dolce, sensibile, romantico e intelligente. A 15 anni ha avuto un incidente durante un rodeo, a cui aveva partecipato con suo fratello maggiore Alex di nascosto al padre; questo lo ha reso zoppo e gli ha impedito di cavalcare, ma Nick non si è arreso e alla fine ha ricominciato a fare una delle cose che gli piace di più. Quando ha saputo che il padre avrebbe lasciato Killarney al primogenito, ha acquistato Wilgul, che poi ha diviso con Alex, recuperando così il rapporto con il fratello, deteriorato da molte incomprensioni. Ha avuto una relazione con Claire, spinto soprattutto dalle insistenze di Harry, ma il suo grande amore è Tess. La loro relazione ha dovuto superare molti ostacoli, soprattutto l’opposizione di sua madre Liz, e così è finita molto presto. Nick ha avuto poi una storia con Sally, ma lui non l’amava quanto lei avrebbe voluto e così lo ha lasciato. Mesi dopo la morte di Claire il rapporto tra Tess e Nick, sebbene con molte difficoltà, ricomincia e i due si sposano con una romantica cerimonia. Poco dopo arriva Sally, incinta di Nick, e dà alla luce il piccolo Harrison. Ciò causerà non poche difficoltà per Nick e per il suo rapporto con Tess. Superato anche questo momento difficile, Nick ritrova il suo equilibrio con Tess e riceve un'importante offerta di lavoro in Argentina dal dottor Strauss, uno scienziato delle tecniche agricole. Questa opportunità è il lavoro che Nick ha sempre sognato e grazie soprattutto all’incoraggiamento di Tess, accetta e la moglie lo seguirà in Argentina. Al termine del periodo trascorso in Argentina Nick parte per far ritorno in Australia, da poco preceduto da Tess. Sfortunatamente l’aereo su cui Nick viaggia si schianta al suolo e non ci sono sopravvissuti. Nick in realtà non è mai salito su quell’aereo poiché è stato aggredito da qualcuno poco prima di salire a bordo; per il forte colpo alla testa riportato, Nick è stato in coma per varie settimane mentre in Australia tutti lo credevano morto nell’incidente aereo. Tornato a casa da Tess, Nick si rende conto che gli manca il suo lavoro in Argentina e quando Tess si dice disposta a seguirlo, Nick decide di partire nuovamente e di andare svolgere in Argentina il lavoro dei suoi sogni con al suo fianco Tess. 
Teresa McLeod (stagione 1-6) Interpretata da Bridie Carter, doppiata da Alessandra Karpoff. 
Detta Tess, è la seconda delle McLeod, figlia di Jack McLeod e della sua seconda moglie Ruth Silverman. Tess è cresciuta in città con la madre Ruth. Dopo la sua morte per un cancro al seno le arriva la notizia che anche il padre Jack, che non vedeva da vent’anni, è morto. Torna a Drovers per riscuotere un’eredità (metà della proprietà di Drovers Run), ma ben presto si renderà conto che l’eredità più grande è ritrovare sua sorella. La ragazza porta una ventata d’allegria a Drovers e con il passare del tempo instaura con sua sorella Claire un rapporto splendido. Nonostante le prime difficoltà ad adattarsi alla vita di campagna, si inserisce perfettamente nell’ambiente. Anche l’amore non si fa attendere e Tess ha una relazione con Alex e una con Nick, entrambe finite male. Si è fidanzata poi con Dave e i due stavano per sposarsi, ma la ragazza scopre di avere un nodulo al seno. Gli esami hanno accertato che era benigno, ma la malattia ha messo in crisi il rapporto tra i due, anche perché Dave non aveva ancora dimenticato la morte della sua seconda moglie. La tragica morte di sua sorella Claire la lascia da sola a doversi occupare di Drovers Run e della piccola Charlotte. Tess può contare su Stevie, amica di Claire, che si stabilisce a Drovers definitivamente. Tra le due, dopo iniziali malintesi, si andrà a instaurare un sempre più profondo rapporto di migliori amiche. Dopo varie incomprensioni, riesce a recuperare il rapporto con Nick e i due celebrano finalmente il loro matrimonio. Ma per Tess sono in arrivo altre difficoltà: Sally, ex fidanzata di Nick, torna dicendo di aspettare un figlio dal suo ex. La nascita di Harrison sottoporrà l’amore di Tess e Nick a nuove prove. Ma il loro amore sarà forte e insieme supereranno anche quest’ostacolo. Quando il dottor Strauss offre un ottimo lavoro a Nick per sei mesi in Argentina, Tess decide di seguirlo lasciando Drovers nelle mani di Stevie. Al suo ritorno Tess si scopre incinta ma la bella notizia viene subito stroncata da una tristissima: l’aereo su cui viaggiava Nick, che la stava raggiungendo, non è mai arrivato a destinazione e si è schiantato al suolo; non ci sono sopravvissuti. Incinta e senza Nick, Tess deve trovare la forza di andare avanti per continuare a vivere. Quando scopre che Jodi è sua sorella, Tess è allo stesso tempo spiazzata e felice; con il ritorno di Nick tutto sembra tornare alla normalità ma il senso di frustrazione del marito spingerà Tess a tornare con lui in Argentina e a lasciare Drovers nelle mani di Jodi e Stevie. 
Jodi Fountain/McLeod (stagione 1-7) Interpretata da Rachael Carpani, doppiata da Giulia Franzoso. 
Figlia di Meg e Kevin Fountain, Jodi non ha mai amato la vita di campagna; il suo sogno è vivere in città, viaggiare per il mondo e diventare ricca e famosa. Terminata la scuola dell’obbligo, Jodi è in attesa dei risultati che però si riveleranno un fiasco e tutte le sue aspettative sembrano venire meno quando sua madre Meg la obbliga a lavorare stabilmente a Drovers. Allegra, un po’ viziata, a volte egocentrica, ma comunque disponibile, soprattutto con quella che diventa la sua miglior amica: Becky. Jodi trova l’amore in Alberto, un ragazzo italiano, con il quale decide di convolare a nozze. Il giorno del matrimonio riaffiorano i dubbi che si nascondevano dentro di lei e Jodi pone fine al loro rapporto. È cresciuta senza padre e quando Kevin è tornato per breve tempo, il rapporto tra padre e figlia si è fatto molto profondo e lei era disposto a seguirlo nel suo nuovo viaggio. Kevin, però, all’ultimo ha cambiato idea e sarebbe partito senza dire niente alla figlia se non fosse intervenuta Meg. Jodi si è sentita ferita e ha sofferto molto per questo, ma poi ha capito che non le rimaneva che accettarlo. Dopo la partenza di Becky, Jodi trova una valida amicizia in Kate, una sua ex compagna di scuola, che si stabilisce a vivere e a lavorare a Drovers. Anche l’amore non farà attendere una più matura e responsabile Jodi che ha una storia con Luke Morgan, il meccanico che lavora alla area di servizio di Terry. Terminata per cause indipendenti dalla sua volontà la storia con Luke (il ragazzo viene arrestato), l’arrivo di Rob a Killarney non passerà inosservato per Jodi che si sente incuriosita da lui nonostante l’alone di mistero dal quale il ragazzo è circondato. Quando, il giorno del suo ventiduesimo compleanno, Jodi riceve dalla banca l’avviso che Jack McLeod le ha lasciato un fondo fiduciario di centomila dollari per lei, tutte le sue certezze vengono messe in dubbio dalla ragazza che non sa chi realmente sia e quando sua madre Meg non le esclude la possibilità che possa essere figlia di Jack McLeod, a Jodi sembra crollare il mondo addosso. Dopo aver fatto il test del DNA, Jodi viene a sapere che è davvero una McLeod e rivela a Tess che loro due sono sorelle. Il loro rapporto tuttavia ha poco tempo per crescere dato che Tess parte nuovamente lasciando a Jodi metà della proprietà. Con Drovers Run da gestire insieme con Stevie, Jodi matura sempre più e instaura un legame molto stretto con sua cugina Regan che si trasferisce stabilmente a Drovers. L’arrivo di Riley farà nascere tra i due un legame molto particolare che però sarà interrotto dall’improvviso ritorno di Rob, ora Matt verso il quale Jodi è ancora innamorata. Le cose non si mettono bene quando i trafficanti di droga tornano a dare la caccia a Matt che così deve lasciare nuovamente Drovers. Jodi questa volta decide di seguirlo, soprattutto dopo che il ragazzo le ha dichiarato tutto il suo amore. Così, fingendo una finta morte, Jodi lascia Drovers Run e tutte le persone che le vogliono bene lasciando in eredità la sua parte di Drovers alle sue cugine Jasmine, Regan e Grace cosicché anche loro abbiano, in quanto McLeod, un equo ruolo nella proprietà di famiglia. 
Alexander Ryan (stagione 1-8) Interpretato da Aaron Jeffery, doppiato da Marcello Cortese. 
Detto Alex, primogenito Ryan, è testardo, allegro e impulsivo. Ha sempre avuto molti contrasti con il padre, (che per lungo tempo gli ha fatto credere di essere l’unico responsabile dell’incidente di Nick). Quando Tess arriva dalla città Alex incomincia una relazione con lei che però non dura molto. È un vero dongiovanni e non c’è ragazza che sappia resistere al suo fascino, se non la sua migliore amica Claire. Ben presto Alex scoprirà di non essere figlio di Harry ma frutto di una relazione avuta da sua madre Liz con un ricco avvocato di città, Bryce Redstaff. La rivelazione di questo segreto porterà grandi cambiamenti nella famiglia Ryan. Tra Alex e Claire c’è un rapporto bellissimo, che porta anche Alex a fingersi per un po’ di tempo il padre di Charlotte. L’affetto reciproco provano ben presto si trasforma in amore e Alex si trasferisce a Drovers. Il suo desiderio è di chiedere a Claire di sposarlo, ma non fa in tempo perché la ragazza ha un incidente e muore. Alex perde così il grande amore della sua vita. Il ragazzo, che non vuole rassegnarsi, avrà bisogno di molto tempo per superare il lutto e tornare, per quanto possibile, alla vita di sempre. Alex instaura un rapporto di profonda amicizia con Stevie mentre è in netto contrasto su tutto sia con suo padre Harry e sia con la nuova compagna (e poi seconda moglie) di quest’ultimo. Harry ha sempre cercato in tutti i modi di mettere Alex e Nick contro e questo ad Alex non va affatto giù. Proprio per questo i due fratelli si trasferiscono in una proprietà tutta loro: Wilgul. Ma Alex oltre al suo rapporto con suo fratello Nick può anche contare sull’amicizia di Dave e del nuovo arrivato Rob. Tornato con Nick a Killarney per i problemi di salute di Harry, Alex rimane molto sorpreso quando Harry gli offre la guida di Killarney lasciano Nick a bocca asciutta. Nonostante le continue interferenze di Harry, Alex cerca di mandare avanti la proprietà al meglio anche grazie all’aiuto di suo fratello. La notizia della morte di Nick porta Alex in vortice depressivo e il ragazzo decide così di lasciare Killarney e andare in città. Al suo ritorno Alex non è solo ma con lui c’è Fiona la sua nuova fidanzata. Nonostante i due si siano conosciuti in soli quattro giorni, il loro rapporto sembra serio e decidono di convolare a nozze. Tuttavia ben presto Alex si renderà conto di aver fatto il più grosso errore della sua vita e avrà molti problemi anche con Stevie verso la quale si sente attratto. La repentina morte di suo padre Harry non farà che contribuire al brutto momento della sua vita. Quando si rende conto di amare Stevie chiede il divorzio da Fiona. Quando Marcus Turner, altro figlio illegittimo di Bryce Redstaff arriva a Killarney per Alex arriva il momento di conoscere meglio suo fratellastro. E, dopo molte peripezie, celebra il suo romantico matrimonio con Stevie. 
Stevie Hall (stagione 3-8) Interpretata da Simmone Jade Mackinnon, doppiata da Sonia Mazza (s. 3-5) e Luisa Ziliotto (s. 6-8) 
Stevie è da sempre la migliore amica di Claire. Hanno gli stessi interessi e si somigliano quasi in tutto. Quando conobbe per la prima volta Claire McLeod, Stevie era una vera e propria star dei rodei. Le due non si vedono da molto tempo e Stevie arriva a Drovers proprio pochi giorni prima della morte di Claire. Dopo il tragico evento la ragazza decide di restare per aiutare Tess come responsabile della fattoria. All’inizio i rapporti tra le due sono pessimi, ma poi incominciano a conoscersi e istaurano una buona amicizia che via via cresce di più. Un rapporto basato sul rispetto e sulla fiducia reciproca. Stevie ha una figlia adolescente, Rose che vive con Michelle, sorella di Stevie. Rose ignora che Stevie sia sua madre perché quando è nata Stevie era un’adolescente e la bambina fu trattata come figlia di Michelle. Questa situazione le è molto dolorosa ed è anche per questo che nella sua vita ha viaggiato da un luogo all’altro senza mai chiamare nessun posto casa, ma ora è intenzionata costruirsi una vita più stabile a Drovers Run e forse rivelare a Rose di essere sua madre. Stevie è anche stata sposata per un breve periodo con Jared Wuchowski da cui però ha divorziato. Spirito libero, energica, autoritaria, Stevie è una vera ragazza di campagna, che però, all’evenienza, sa rivelare il suo lato più femminile. Fin da subito instaura una grande e sincera amicizia con Alex, sua vecchia conoscenza. Ha poi una relazione con Kane Morgan ma l’uomo, ancora legato al suo passato di lavori in nero, fugge via improvvisamente e quando torna ormai tra i due le cose si sono già deteriorate. Stevie diventa socia di Tess quando acquista una piccola parte di Drovers che così è anche un po’ sua. Arriva poi per Stevie una grande responsabilità quando deve prendere in mano le redini di Drovers Run nel periodo che Tess trascorre con Nick in Argentina e Stevie si vede costretta, per una serie di circostanze, a rivelare a Rose che lei è sua madre. Quando Stevie capisce i suoi veri sentimenti per Alex, va da lui per dirgli che lo ama ma non fa in tempo e il ragazzo, distrutto anche per la morte di suo fratello Nick, lascia Killarney. L’arrivo di Fiona turba non poco Stevie che si vede così soffiare sotto il naso il suo amore. Tutto ciò dà vita a un triangolo amoroso Fiona-Alex-Stevie che causerà solo problemi, discussioni, sofferenze per la donna che continueranno anche quando viene accusata di aver ucciso Harry Ryan. Fortunatamente la verità verrà a galla (a uccidere Harry è stata sua moglie Sandra) e per Stevie arriva anche il momento di stare un po’ di tempo con sua figlia Rose e magari di approfondire il loro rapporto. Dopo l’addio di Jodi, Drovers Run è sempre più sotto la sua responsabilità, coadiuvata dalla neoproprietaria Grace McLeod, sua vecchia conoscenza. Per Stevie arriva il sereno nella sua vita con la celebrazione del suo romantico matrimonio con Alex Ryan. 
David Brewer (stagione 3-6) Interpretato da Brett Tucker, doppiato da Diego Sabre. 
Detto Dave, è il veterinario del distretto dove si trova anche Drovers Run. È stato sposato due volte e la sua seconda moglie è morta a causa di un incidente automobilistico. La sua professione lo porta a Drovers dove incomincia a fare la corte a Tess. La sua allegria riesce a conquistare la ragazza che alla fine decide di sposarlo. Dave, però, si rende conto di non aver ancora dimenticato la sua seconda moglie e il rapporto tra i due finisce anche a causa dei presunti problemi di salute di Tess. Tornato a Drovers molti mesi dopo la morte di Claire, Dave è pronto a riconquistare Tess e ciò dà vita a un triangolo amoroso che vede in competizione Dave e Nick. Tuttavia Tess ha ormai scelto Nick e con Dave non rimane che un'ottima amicizia. Dave decide si stabilirsi a Killarney andando a vivere al cottage con Alex. L’arrivo di Regan, cugina di Tess, non passa certo inosservato per il bel veterinario. Tra i due nasce qualcosa ma la partenza di Regan farà sì che la storia non abbia un futuro. Quando suo fratello Patrick arriva a fargli visita, Dave è costretto a riaprire vecchie ferite e a chiarire il suo rapporto con suo fratello rivelandogli la verità sulla morte del loro papà quando entrambi erano piccoli. 
Kate Manfredi (stagione 4-8) Interpretata da Michala Banas, doppiata da Renata Bertolas. 
Primogenita di tre figlie, Katherine Maria Manfredi era una delle migliori amiche di Jodi ai tempi della scuola e quando Meg sta per partire, e Tess è alla ricerca di nuovo personale, viene assunta per tre mesi di prova. Ha frequentato il Roseworthy Agricultural College ed è laureata in agraria, spinta soprattutto dalle aspettative dei genitori che non le hanno mai dato quell’affetto tanto desiderato. Italiana di seconda generazione, Kate è una ragazza dolce e semplice. A Drovers ad attenderla c’è una nuova famiglia. Ma fin da subito Kate dovrà imparare a destreggiarsi nel mondo lavorativo e a non cadere nelle trappole che a volte questo può presentare. Kate arriva a Drovers desiderosa di realizzare il suo piano quinquennale ossia gli obiettivi che la ragazza si è posta da qualche anno. Con il suo modo di porsi e con il suo carattere, Kate si farà apprezzare e amare da quella che può considerare la sua nuova famiglia. Determinata ed entusiasta, Kate è per Jodi una grande amica e le due, ritrovatesi dopo qualche anno, hanno un rapporto di amicizia e complicità. A Drovers per Kate ci sarà forse spazio anche per l’amore? Chissà... Fin da subito comunque la ragazza socializza molto con Dave dal quale si sente attratta. Il suo rapporto con Dave viene messo in discussione dall’arrivo di Regan verso la quale Kate si mostra da subito diffidente. Passata la sua cotta per Dave, Kate ha anche una breve relazione con Patrick, durante la breve visita che il ragazzo fa al fratello. Quando Patrick torna a Killarney i due riallacciano la loro relazione ma dopo alcuni mesi capiscono che in realtà forse non sono compatibili e si lasciano. La cotta che Kate aveva per Dave diventa un passionale amore ricambiato da quest’ultimo quando Dave sta per partire per l’Africa dove gli è stato offerto un lavoro. Kate repentinamente decide di seguirlo lasciando Drovers. Tornata per dare l’ultimo saluto alla sua migliore amica Jodi, Kate decide dopo poco tempo di ritornare a vivere e a lavorare a Drovers ponendo fine alla sua relazione con Dave. 
Rob Shelton/Matt Bosnich (stagione 5-7) Interpretato da Jonny Pasvolsky, doppiato da Gianluca Iacono. 
Rob Shelton viene assunto a Killarney come nuovo responsabile poco prima della partenza di Nick per l’Argentina. Fin da subito il ragazzo si mostra ostile alla via di società e appare sempre isolato dagli altri. Vive al cottage con Alex e con Dave che, per quanto il suo carattere glielo permetta, diventano suoi amici. Rob rimane molto sorpreso da Jodi dato che la ragazza le ricorda Anna, sua moglie, morta in un incidente d’auto. Per Rob il suo passato è un tabù e non si apre con nessuno ma nella sua stanza tiene nascoste una fede nuziale, dei disegni di un bimbo, dei piccoli giocattoli. Nonostante sia restio a parlare di sé, Alex intuisce che Rob deve nascondere qualcosa di molto grosso (forse un matrimonio e un figlio alla spalle) e anche Jodi, che incomincia, prima per gioco e poi con più assiduità, a stare un po’ più di tempo con lui, se ne accorge. Pragmatico e diplomatico, Rob non vuole mai dare nell'occhio e quando si presenta una qualsiasi situazione che lo possa esporre in prima persona in pubblico, chiama o vede il suo misterioso amico Roger che lo consiglia e gli sta vicino. Rob si chiama in realtà Matt Bosnich ed è tenuto sotto copertura dalla polizia poiché nel posto dove lavorava prima si spacciava droga ed era roba seria; lui sapeva tutto ed è l’unico testimone: se parla lui tutta quell'organizzazione è finita. Per questo viene tenuto sotto copertura dalla polizia ma quando Tom Braiden, fingendosi un giornalista interessato alla storia di Nick, lo trova, gli dà la caccia e Rob fugge con Jodi. Rob viene ferito ma fortunatamente tutto si risolve per il meglio e Tom viene arrestato. Per Rob però è arrivato il momento di partire poiché ancora in pericolo e ancora sotto copertura e così dice addio a Jodi che lo bacia. Considerando finiti i suoi problemi, Matt torna a Drovers da Jodi e i due riprendono la loro romantica storia d’amore. Ma nuove difficoltà sono in arrivo quando Matt scopre di avere ancora alle spalle malavitosi che lo inseguono e così si vede costretto ad andarsene di nuovo e stavolta Jodi lo seguirà.
Regan McLeod (stagione 6-7) Interpretata da Zoe Naylor, doppiata da Jolanda Granato. 
Seconda figlia di Hugh McLeod (fratello di Jack) e di Nancy McLeod, Regan è una tipica ragazza di città. La separazione dei suoi genitori quando lei aveva appena quindici anni la scosse molto. Dopo che sua sorella Jasmine (che visita Drovers Run e conosce Tess), le invia una mail spiegandole la storia della loro famiglia, dei contrasti tra Jack e Hugh, Regan decidere di andare a Drovers Run per conoscere la terra dalla quale discende e sua cugina Tess. Regan è una geologa e dopo aver fatto alcuni studi su Drovers Run viene alla conclusione che quella terra ha molto più valore di quanto possa sembrare più dal punto di vista geologico che da quello storico-affettivo. Arrivata a Drovers la ragazza conoscerà Tess e dovrà affrontare la sua fobia per gli animali e sarà Dave ad aiutarla a superare la sua paura. Nonostante i caratteri diversi, Regan legherà subito con Stevie mentre con Tess ci saranno degli scontri iniziali. Quando il rapporto tra le due cugine sembra farsi più profondo e meno teso, Tess viene a conoscenza dei piani di Regan per Drovers Run: la ragazza ha autorizzato una serie di scavi per trovare l’oro. Tra le due cugine allora incomincia la battaglia ma Regan capisce che quello che vuole fare è sbagliato e che il rapporto con sua cugina è più importante degli interessi economici e, rinunciando al progetto, lascia Drovers. Poco dopo la partenza di Tess e Nick, Regan ritorna a Drovers Run cercando proprio Tess e alla notizia che la cugina ora vive in Argentina sembra rimanere sconvolta. Grazie alla disponibilità di Jodi, Regan si apre con la sua “nuova” cugina e le racconta quello che le è capitato. Regan era infatti al lavoro presso una miniera di cui era la responsabile e ha autorizzato un'esplosione dove però hanno trovato la morte due uomini e ora lei si sente in colpa. Jodi la invita a rimanere stabilmente a Drovers e tra le due cugine si instaura un bellissimo rapporto. Inizialmente disadattata alla vita di campagna, Regan lavorerà sodo per dimostrare anche a Kate e a Stevie di essere una vera ragazza di campagna e, soprattutto, di essere cambiata. La partenza di Jodi rivela anche una sorpresa per Regan che eredita, insieme con le sue due sorelle, una parte di Drovers Run. Incontrata per caso la sua sorella minore, Grace, con la quale da tempo non aveva più rapporti, Regan è determinata a riconciliarsi con lei informandola dell’eredità che le accomuna e invitandola a stabilirsi a Drovers. Quando Grace accetta, per Regan è una grande occasione e le due sorelle migliorano il loro rapporto vivendo e lavorando insieme. Ben presto però Regan si rende conto che le manca il suo lavoro da geologa e così decide di lasciare nuovamente Drovers Run.
Patrick Brewer (stagione 6-8) Interpretato da Luke Jacobz, doppiato da Alessandro Rigotti.
Amante dell’avventura, degli sport estremi, spirito libero e senza una meta fissa, Patrick è il fratello minore di Dave. Arriva per la prima volta nel distretto lanciandosi con un paracadute e atterrando per sbaglio a Drovers dove viene accolto da Kate. La sua destinazione era però la proprietà vicina, Killarney, per far visita a suo fratello. Rivedere Dave dopo molto tempo riapre vecchie questioni di famiglia. Patrick infatti non capisce perché suo fratello non voglia mai parlare del loro padre neanche nell’anniversario della sua morte. Patrick inoltre ci rimane male quando scopre che Dave non aveva detto a nessuno di avere un fratello. Durante la sua breve visita proprio con Kate sta per nascere qualcosa e i due, oltre a vivere una serata romantica, si scambiano anche dei baci. Quando Dave scopre che Patrick assume talvolta degli antidepressivi rivela al fratello la verità: loro padre non è morto a causa di un incidente mentre puliva un fucile ma si è volutamente sparato poiché depresso. La sua visita, se pur breve, serve però a chiarire e a sistemare il suo rapporto con Dave e a scoprire un'importante verità: quella relativa appunto alla morte del padre. Tornato a Killarney qualche tempo dopo, Patrick decide di stabilirsi a vivere e a lavorare lì e poi successivamente alla stazione di servizio. Oltre a trascorrere più tempo con suo fratello Dave, Patrick può incrementare il suo rapporto con Kate e tra i due nasce una bellissima storia d’amore.
Grace Kingston-McLeod (stagione 7-8) Interpretata da Abi Tucker, doppiata da Maddalena Vadacca.
Terza e ultima figlia di Hugh McLeod e Nancy Kingston, Grace ha preso il cognome della madre dopo che i suoi genitori hanno divorziato. Grace è amorevole e socievole ma una parte di lei rimane sempre nascosta e privata. Ha sempre avuto una vita nomade preferendo non mettere radici in un posto e alternandosi tra lavori in fattorie e viaggi per la campagna australiana. Grace è una vera donna di campagna, esperta di cavalli e campione di rodei. Una vita rozza e a tratti confusionaria in contrasto con quella da fantina di sua sorella Jasmine. L’inizio della carriera nei rodei di Grace ha coinciso con la fine di quella di Stevie Halle e la rivalità tra le due era molto intensa. Nonostante ciò, Stevie e Grace hanno sempre avuto grande rispetto l’una per l’altra e per loro è quasi uno shock ritrovarsi a Drovers Run. Grace ha sempre usato solo il cognome di sua madre e quindi Stevie non sapeva che lei fosse una McLeod. Grace è completamente diversa da sua sorella Regan e questo è forse il motivo per cui le due sorelle non sono state molto in contatto fra di loro negli ultimi anni. Le sorelle erano teenager quando Hugh e Nancy divorziarono. Dopo la separazione, Regan e Grace furono mandate in collegio. Grace non è mai stata una tipa da scuola: aveva il suo personale “metodo” preferendo la pratica alla teoria. Dall’altra parte a Regan è sempre piaciuta la scuola e ha sempre tenuto alla sua carriera culturale. Le due sorelle ruppero tra di loro quando Grace provò ad aiutare Regan nel dare una lezione alle sue compagne che si burlavano di lei; ma il piano fallì quando all’ultimo istante Regan mollò; il risultato fu che Grace fu espulsa e non finì mai il liceo mentre Regan lo terminò a pieni voti per poi laurearsi in geologia all’università. Le loro vite collidono quando Grace, trovandosi nella zona nei pressi di Gungellan, incontra Regan e Stevie. Regan informa la sorella che anche lei ha ereditato dalla loro cugina Jodi, una parte di Drovers Run e la invita a rimanere nella proprietà della famiglia. Inizialmente riluttante, Grace decide alla fine di stabilirsi a vivere e a lavorare a Drovers e sistema il suo rapporto con sua sorella. Dopo la partenza di Regan, spetta a Grace, da vera McLeod, occuparsi di Drovers Run.

## Produzione
Posie Graeme-Evans sviluppò l'idea de Le Sorelle McLeod all'inizio degli anni novanta per la sua compagnia, la Millennium Television, in collaborazione con la South Australian Film Corporation. L'idea principale era quella di una serie televisiva ambientata in una fattoria australiana, con due sorellastre che gestivano la proprietà avuta in eredità dal padre, e circondate da una cerchia di collaboratrici, tutte donne ovviamente. Concepì questa idea ispirandosi alle storie di amici cresciuti in campagna e all'amore per i paesaggi dell'Australia Meridionale, ritratti magnificamente nei dipinti di Hans Heysen.
Graeme-Evans descrisse la sua idea al consiglio della tv privata Nine Network, che nel 1996 accettò di girare una miniserie televisiva con Jack Thompson nel ruolo di Jack McLeod, il padre delle due ragazze che erediteranno dopo la sua morte la proprietà. Grazie al successo della miniserie, andata in onda il 12 maggio 1996, gli autori pensarono di mettere in produzione una serie. La Nine Network acquistò "Kingsford", la tenuta dove era stata girata la miniserie originale, vicino a Gawler, e la gestirono mentre lo show era in produzione.
Il consiglio della Nine Network accettò di commissionare una serie composta da 13 episodi verso la fine del 2000, dopo la cerimonia d'apertura delle Olimpiadi di Sydney, ispirata al poema The Man From Snowy River (L'uomo dal fiume nevoso), che sottolineava il significato culturale del bush per gli australiani. Il primo episodio de Le sorelle McLeod andò in onda nell'agosto del 2001, riscuotendo un grande successo e contando 1.890.000 spettatori. La prima stagione fu un successo, e in Australia raggiunse la media degli 1.500.000 spettatori a episodio. La serie ebbe successo anche in Nuova Zelanda su TV2, uno dei canali pubblici della televisione neozelandese.
La seconda stagione de Le sorelle McLeod ebbe ugualmente successo, diventando la terza serie più famosa della televisione australiana. Nel 2003 divenne la serie più popolare in Australia e uno dei programmi di punta di Nine Network; dallo stesso anno venne trasmessa anche in Italia da Rai 1. Lisa Chappell che interpretò Claire McLeod, la sorella maggiore, abbandonò la serie nell'ottobre del 2003 per interpretare altri ruoli; il suo personaggio venne fatto morire. La popolarità del programma in Australia aumentò quando vinse quattro premi Logie, tra i quali quello di Lisa Chappell per la migliore attrice femminile, quello di Aaron Jeffery per il migliore attore e il premio per la fiction più popolare in Australia.
La colonna sonora della serie è stata raccolta in tre volumi, interpretata da Rebecca Lavelle.

## Curiosità
- Il cognome delle sorelle è lo stesso di un clan scozzese, il quale è stato usato anche dai protagonisti della celebre serie di film Highlander - L'ultimo immortale.
- Nell'ottava stagione Stevie darà alla luce il figlio di Alex, che chiamerà Alexander, ma per tutti sarà Xander.
- L'attore che interpreta Harry Ryan e Jessica Napier, che interpreta Becky nelle prime tre stagioni, sono nella realtà padre e figlia.
- Matt Passmore (Marcus) e Rachel Carpani (Jodi) hanno avuto una relazione per diversi anni.